# Järnvägsolyckan i Redfern 1894
Järnvägsolyckan i Redfern inträffade kort efter klockan 09.30 den 31 oktober 1894 i Redfern i New South Wales i Australien då ett fjärrtåg och ett ångpendeltåg frontalkrockade. På pendeltåget omkom tolv resande tillsammans med tågets lokförare och eldare, och ytterligare 27 skadades. Ingen omkom eller kom till skada på fjärrtåget.

## Orsak
Det gick inte att fastställa vad som orsakade olyckan. Enligt fjärrtågets lokförare hade tåget fått ett kör-besked i en signal som borde varit ställd till stopp, medan tågklareraren hävdade att fjärrtåget hade passerat signalen medan den visade stopp.